# Annoix
Annoix – miejscowość i gmina we Francji, w Regionie Centralnym, w departamencie Cher.
Według danych na rok 1990 gminę zamieszkiwały 282 osoby, a gęstość zaludnienia wynosiła 24 osoby/km² (wśród 1842 gmin Regionu Centralnego Annoix plasuje się na 859. miejscu pod względem liczby ludności, natomiast pod względem powierzchni na miejscu 1054.).